# Katsuhito Nishikawa

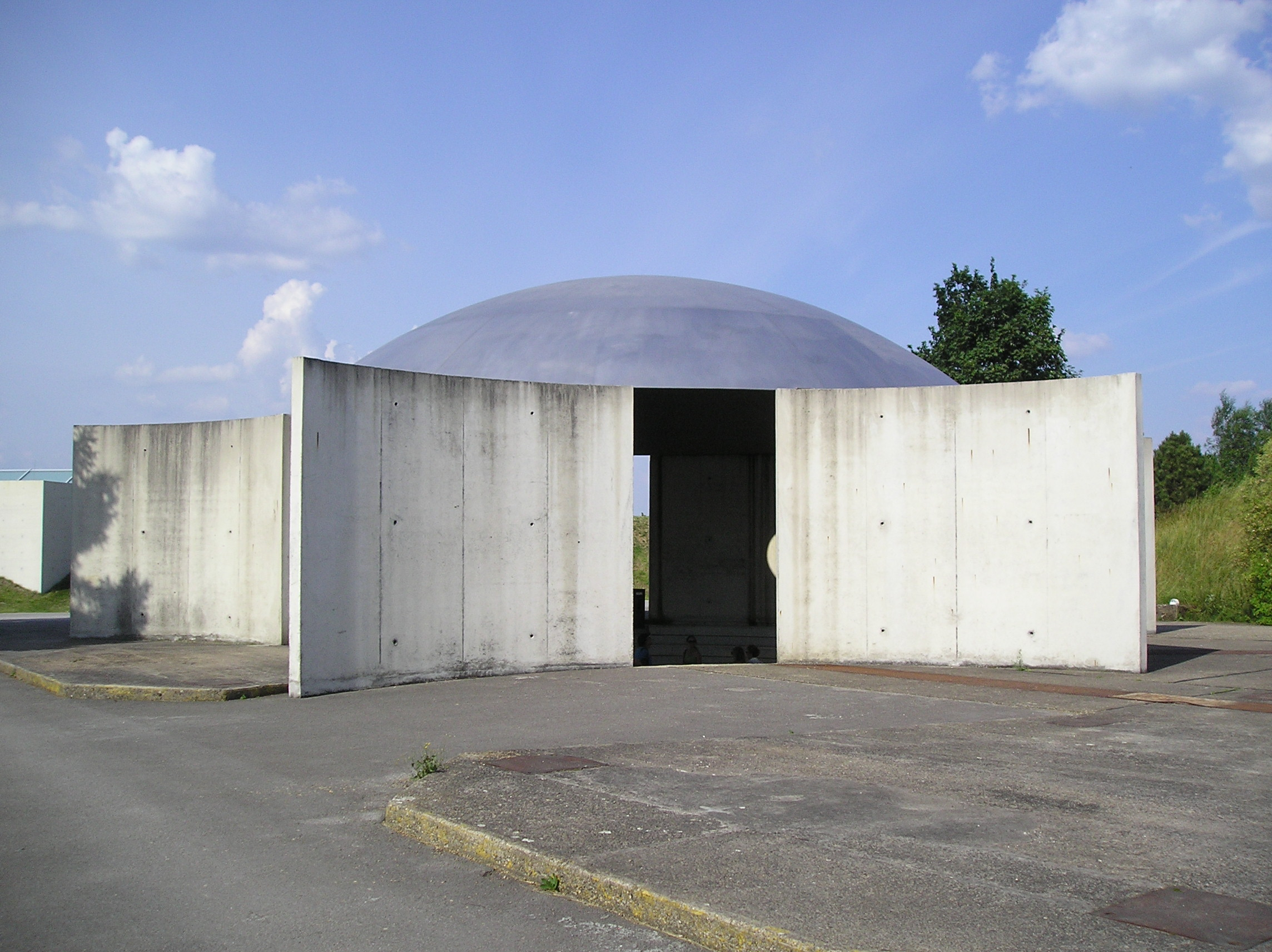
Katsuhito Nishikawa: „Tilapia“ (auf der Raketenstation Hombroich)

Katsuhito Nishikawa (* 1949 in Tokio; 西川勝人) ist ein japanisch-deutscher bildender Künstler. Sein Werk umfasst Architektur, Design, Grafik, Malerei, Skulptur und Zeichnung.

## Leben
Er studierte bis 1972 an der Keiō-Universität in Tokio, von 1974 bis 1976 an der Akademie der Bildenden Künste München und von 1976 bis 1980 an der Kunstakademie Düsseldorf. Nishikawa lebt und arbeitet in Neuss.

## Werke
Eines seiner bekanntesten Werke ist die Raketenstation in Hombroich, ein Teil der Stiftung Insel Hombroich, die er im Auftrag für Karl-Heinrich Müller zusammen mit Erwin Heerich und Oliver Kruse ab 1994 gestaltete.
Für den Büromöbelhersteller Löffler in Reichenschwand entwarf Nishikawa unter anderem den Bürostuhl „NK1“.

## Ausstellungen (Auswahl)
- 2020 Zum Licht, Herbert Gerisch Stiftung, Neumünster[2]
- 2018 Nishikawa Katsuhito, Art Office Ozasa, Kyoto, Japan
- 2017 Concept space, Shibukawa, Gunma, Japan
- 2012 Traces, ARTE, Strasbourg, Frankreich[3]
- 2009 Neige de Silence, Musee des Beaux-Arts, Angers, Frankreich
- 2007 Farbe als Schatten, Krefelder Kunstverein, Krefeld
- 2006 Mazzocchio, Kulturforum Alte Post, Neuss
- 2005 Floating Clover, Herbert Gerisch Stiftung, Neumünster
- 2005 Kawamura Memorial Museum of Art, Chiba, Japan
- 2001 Centre Buropeen d’Actions Artistiques contemporaines, Strasbourg, Frankreich
- 2001 Kulturforum Franziskanerkloster, Kempen
- 1998 Katsuhito Nishikawa. Arbeiten 1990–1997, Museum Schloss Moyland, Bedburg-Hau
- 1995 Schatten weißer Räume, Heidelberger Kunstverein, Heidelberg
- 1993 Schatten weißer Räume, Wilhelm Lehmbruck Museum, Duisburg
- 1992 Museo Comunale Galleria d’Arte Contemporanea, Rimini, Italien
- 1981 Kunstforum der Städtischen Galerie im Lenbachhaus München
- 1981 Frankfurter Kunstverein, Frankfurt am Main